# Makirablomsterpickare
Makirablomsterpickare (Dicaeum tristrami) är en fågel i familjen blomsterpickare inom ordningen tättingar.

## Utseende och läte
Makirablomsterpickaren är en mycket liten knubbig fågel med något nedåtböjd näbb. Den är brun på rygg, vingar och hjässa, medan ansikte, bröst och buk är lavendelgrå. På bröstet syns bruna fläckar. Den är vidare svart på näbbroten och framför ögat. Lätet är ett ljust "tschip-tschip".

## Utbredning och systematik
Fågeln förekommer på Makira (sydöstra Salomonöarna). Den behandlas som monotypisk, det vill säga att den inte delas in i några underarter.

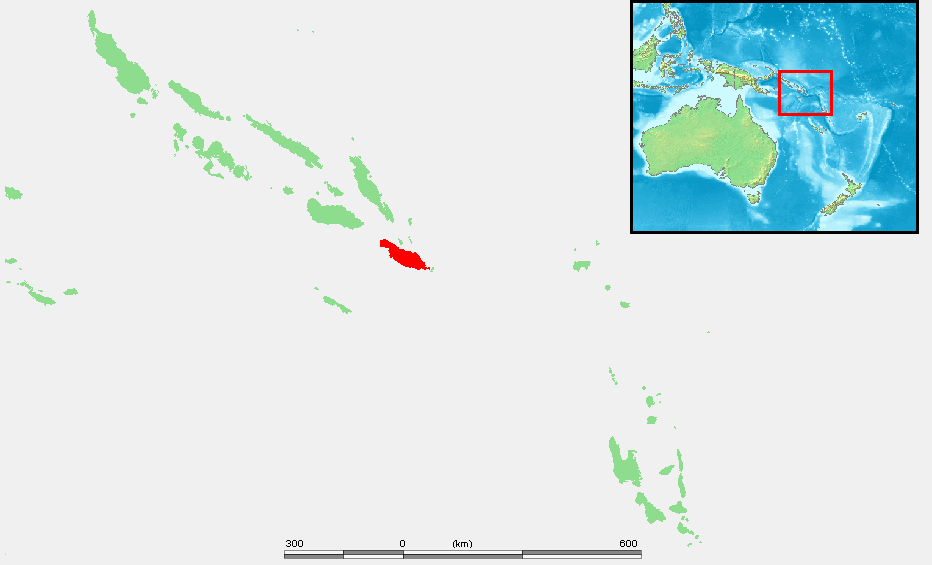
Ön Makira i Salomonöarna.

## Levnadssätt
Makirablomsterpickaren är en vanlig fågel i ursprunglig skog och skogsbryn. Allra vanligast är den i högländer.

## Status
Makirablomsterpickaren har ett begränsat utbredningsområde, men beståndet anses vara stabilt. IUCN kategoriserar arten som livskraftig.